# Trachea melanospila
Trachea melanospila là một loài bướm đêm trong họ Noctuidae.